# Kollaa
La Kollaa (en russe : Колласйоки, Kollasjoki ;  en finnois : Kollaanjoki) est une rivière longue de 57 kilomètres qui coule dans la République de Carélie en Russie.
Elle prend sa source dans le lac Kollasjärvi (raïon de Suojärvi) et coule vers le lac Toulmozero (en finnois : Tulemajärvi) dans le  raïon de Priaja.
L'astéroide (1929) Kollaa a été nommé d'après cette rivière.

## Bataille de Kollaa

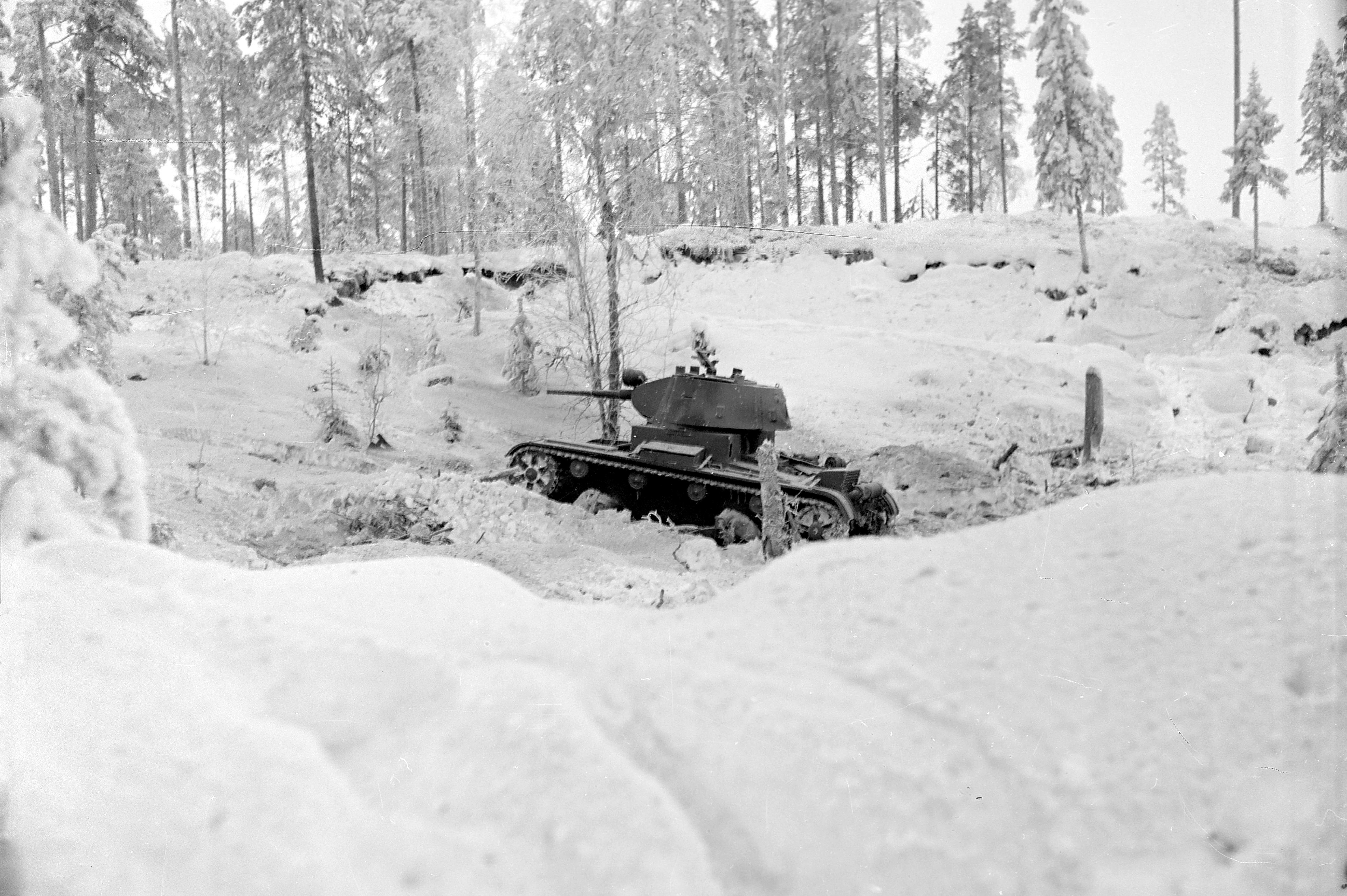
Photo de la bataille prise le 17.12.1939.

Pendant la Seconde Guerre mondiale en 1939, la région a été le théâtre de la bataille de Kollaa qui a été l'une des batailles décisives de la guerre d'hiver.
La rivière est entrée dans l'Histoire de la Finlande, car l'Armée rouge n'a pas réussi à y percer les défenses finlandaises.
La rivière et la zone qui l'entoure sont associées aux exploits du tireur d'élite finlandais Simo Häyhä , surnommé "la mort blanche", le tireur avec le plus grand nombre de morts confirmés dans toutes les grandes guerres.
Le capitaine Aarne Juutilainen, surnommé "la Terreur du Maroc", fut également une figure remarquable de la bataille.
Les zones de combat autour du fleuve sont un monument préservé et un site touristique.

## Galerie

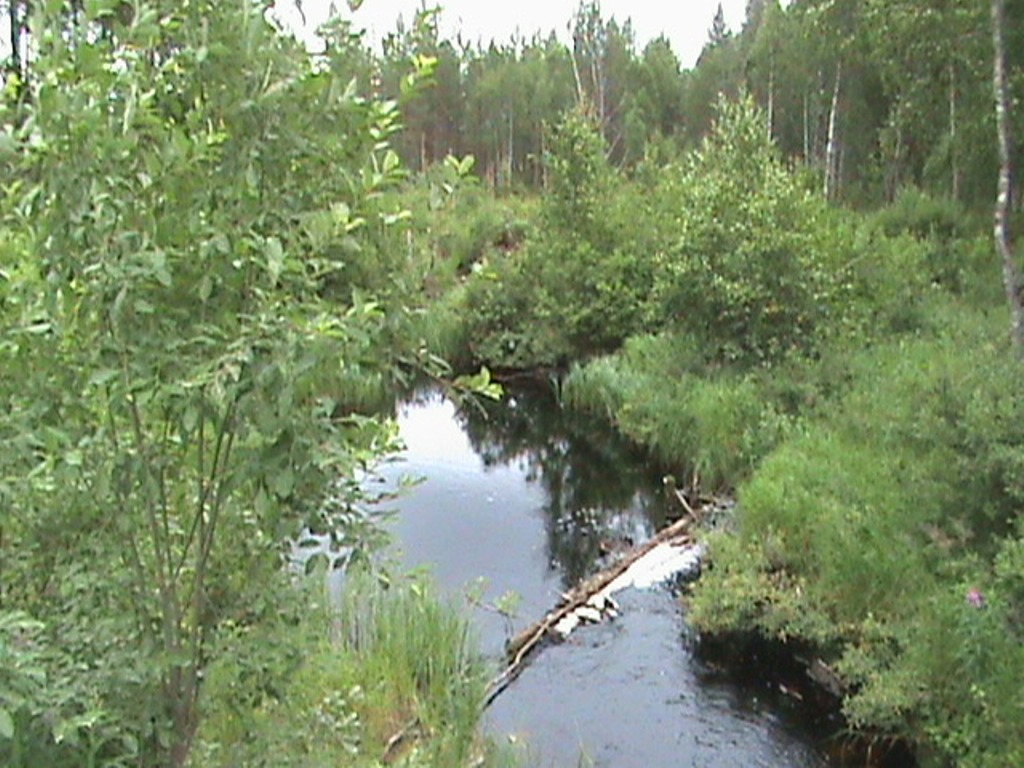
Source de la rivière Kollaanjoki (2008).
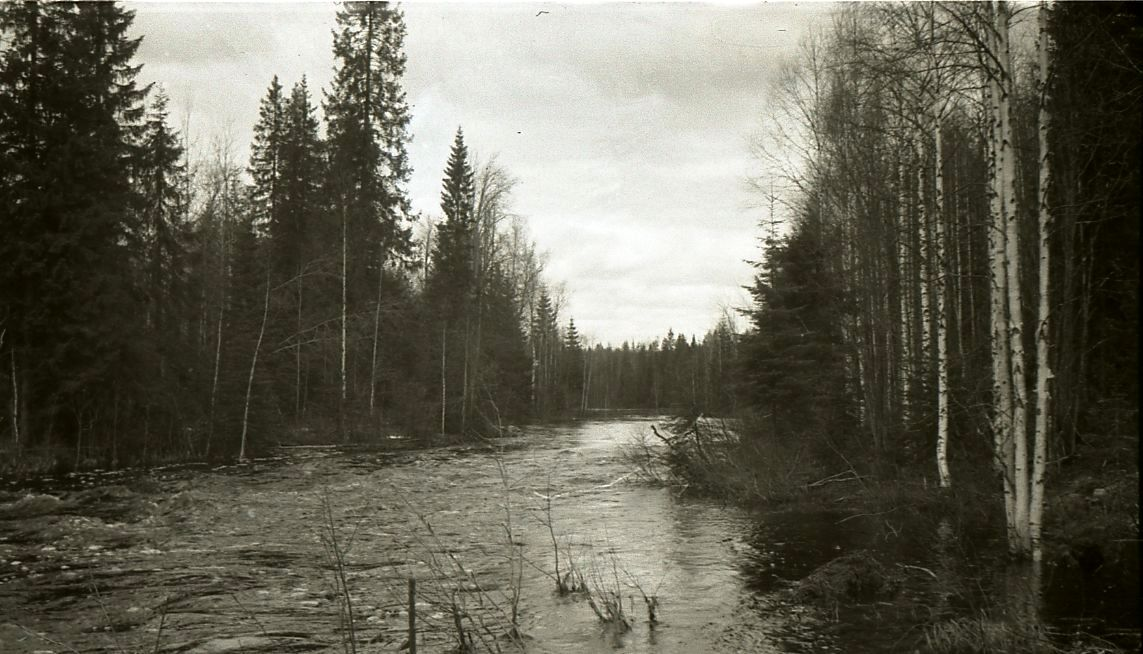
Rivière Kollaanjoki (1994).
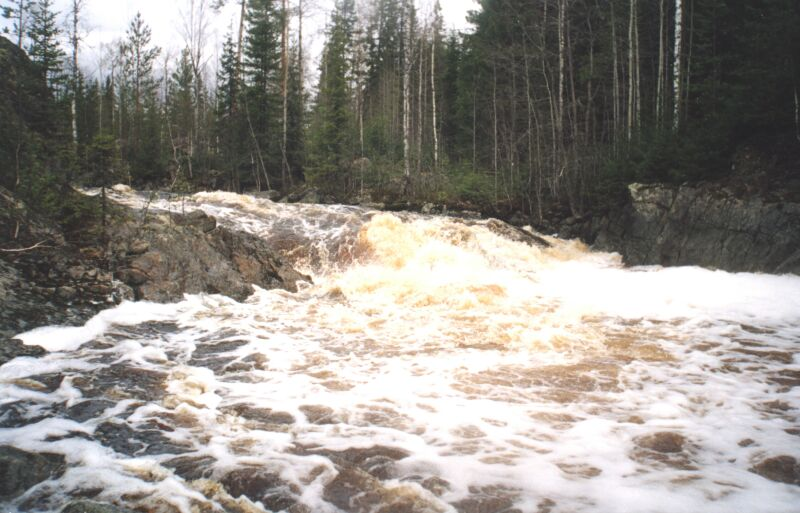
La rivière Dugakoski (1994).
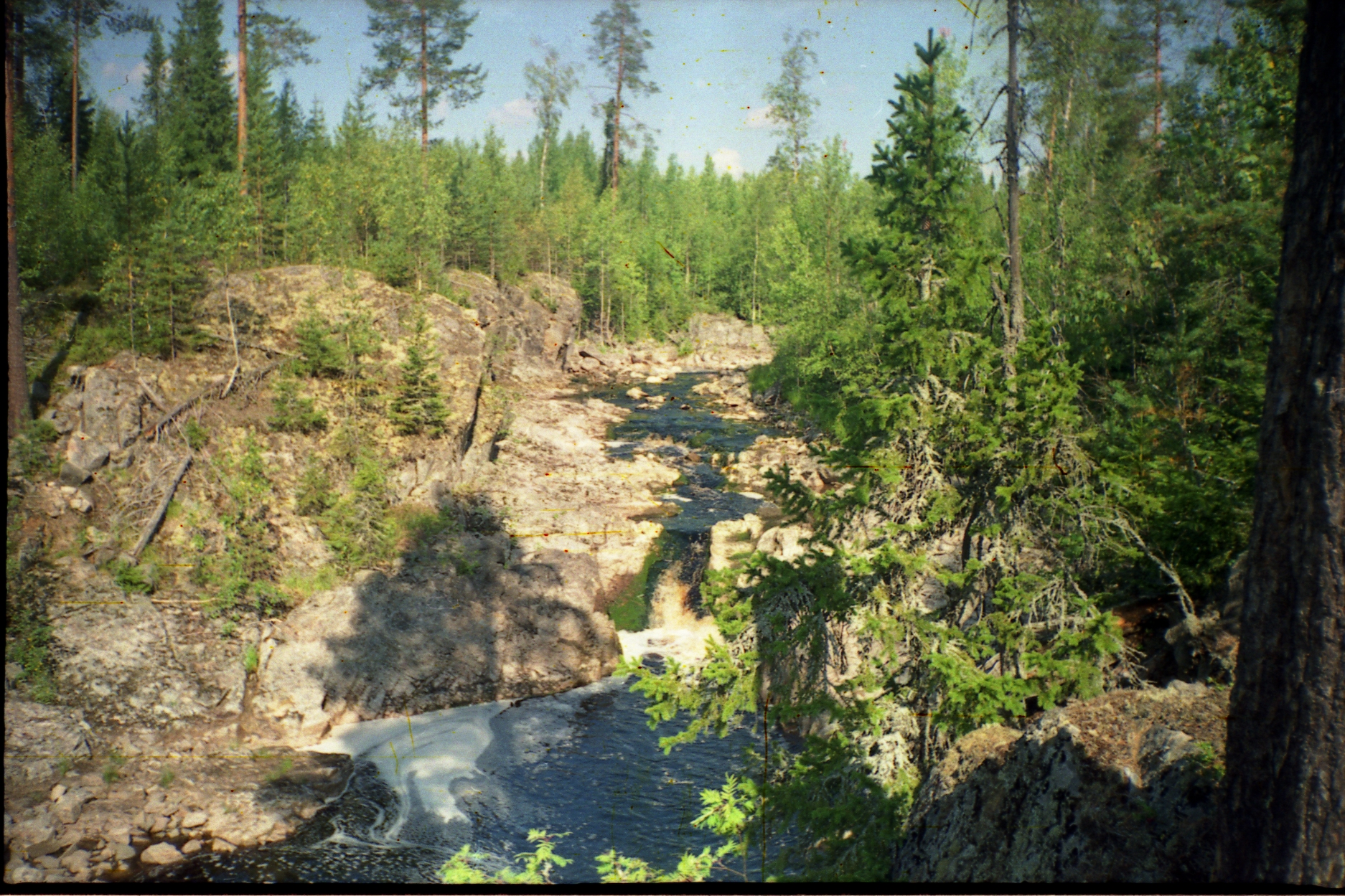
La rivière Dugakoski (1994)[4].